# (5794) Irmina
(5794) Irmina es un asteroide perteneciente al cinturón de asteroides, región del sistema solar que se encuentra entre las órbitas de Marte y Júpiter, más concretamente a la familia de Higía, descubierto el 24 de septiembre de 1976 por Nikolái Stepánovich Chernyj desde el Observatorio Astrofísico de Crimea (República de Crimea).

## Designación y nombre
Designado provisionalmente como 1976 SW3. Fue nombrado Irmina en homenaje a Irma Mikhailovna Golodyaevskaya, una estudiante del Conservatorio de Moscú y una cantante talentosa que falleció trágicamente al comienzo de su desarrollo como artista.

## Características orbitales
Irmina está situado a una distancia media del Sol de 3,148 ua, pudiendo alejarse hasta 3,649 ua y acercarse hasta 2,646 ua. Su excentricidad es 0,159 y la inclinación orbital 5,291 grados. Emplea 2040,45 días en completar una órbita alrededor del Sol.

## Características físicas
La magnitud absoluta de Irmina es 12,9. Tiene 10,836 km de diámetro y su albedo se estima en 0,097. 